# Joseph Lehmann (grand-rabbin)
Pour les articles homonymes, voir Joseph Lehmann et Lehmann.
Joseph Lehmann est un rabbin français et un écrivain.

## Biographie
Né à Belfort le 1er novembre 1843 de Léopold Lehmann (1800-1876) et Fanny Lévy (1804-1886). Instruit par son père, qui était pendant cinquante années le rabbin de Belfort, il achève ses études au séminaire israélite de France à Paris et  est ordonné rabbin en septembre 1867. Deux ans après, il remplace Zadoc Kahn comme rabbin du temple de la rue Notre-Dame-de-Nazareth.
- 1870 : Aumônier de l'armée de Paris pendant la Guerre franco-allemande,
- 1874-1890 : Aumônier du quatrième corps d'armée et professeur du Talmud au Talmud Torah de Paris,
- 1890 : Nommé directeur du Séminaire Rabbinique.

Il meurt le 23 novembre 1917 à Paris (Rue Vauquelin).

## Distinction
- Chevalier de la Légion d'honneur (en 1898).